# Команче (Техас)
Команче, Команч (англ. Comanche) — город в США, расположенный в центральной части штата Техас, административный центр одноимённого округа. По данным переписи за 2010 год 
число жителей составляло 4335 человек, по оценке Бюро переписи США в 2016 году в городе проживало 4206 человек.

## История
Город был основан в 1858 году, когда землевладелец Джон Данкан предложил властям округа 240 акров земли около ручья Индиан-Крик в качестве места для административного центра. Суд комиссионеров округа приняло пожертвование и был заложен город. В мае 1859 года город заменил в качестве административного центра поселение Кора. В 1860 году был открыт почтовый офис, в 1873 году начался выпуск газеты Comanche Chief. В том же году город получил устав, началось формирование органов местного самоуправления. К 1892 году в городе проживало 2500 человек, через город проходила железная дорога Fort Worth and Rio Grande Railway, ежедневно ходил дилижанс. В 1960 году была открыта общественная библиотека.

## География
Команче находится в центральной части округа, его координаты: 31°54′02″ с. ш. 98°36′16″ з. д..
Согласно данным бюро переписи США, площадь города составляет около 11,8 км2, полностью занятых сушей.

### Климат
Согласно классификации климатов Кёппена, в Команче преобладает влажный субтропический климат (Cfa).
| Показатель                    | Янв.  | Фев.  | Март | Апр. | Май  | Июнь | Июль | Авг. | Сен. | Окт. | Нояб. | Дек.  | Год   |
| ----------------------------- | ----- | ----- | ---- | ---- | ---- | ---- | ---- | ---- | ---- | ---- | ----- | ----- | ----- |
| Абсолютный максимум, °C       | 29,4  | 35,6  | 36,7 | 35,6 | 37,2 | 40   | 44,4 | 42,8 | 40   | 36,7 | 32,2  | 30    | 44,4  |
| Средний суточный максимум, °C | 15,2  | 15,9  | 21,7 | 25,8 | 28,8 | 32,9 | 35,8 | 36,4 | 32,1 | 26,5 | 22,6  | 16,4  | 25,8  |
| Средняя температура, °C       | 7,8   | 8,3   | 13,8 | 17,6 | 21,9 | 25,7 | 28,1 | 28,7 | 24,3 | 19,1 | 15,1  | 9,1   | 18,3  |
| Средний суточный минимум, °C  | 0,4   | 0,6   | 5,9  | 9,4  | 15,1 | 18,6 | 20,4 | 20,8 | 16,6 | 11,6 | 7,6   | 1,8   | 10,7  |
| Абсолютный минимум, °C        | −14,4 | −16,1 | −6,7 | −0,6 | −1,7 | 8,3  | 12,2 | 7,8  | 4,4  | −1,7 | −12,2 | −13,9 | −16,1 |
| Норма осадков, мм             | 41    | 48    | 49   | 75   | 104  | 81   | 49   | 52   | 79   | 71   | 50    | 40    | 738   |
| Источник: weatherbase.com     |       |       |      |      |      |      |      |      |      |      |       |       |       |

## Население
Согласно переписи населения 2010 года в городе проживало 4335 человек, было 1646 домохозяйств и 1081 семья. Расовый состав города: 86 % — белые, 0,4 % — афроамериканцы, 0,8 % — коренные жители США, 0,3 % — азиаты, 0 % (0 человек) — жители Гавайев или Океании, 10,5 % — другие расы, 1,9 % — две и более расы. Число испаноязычных жителей любых рас составило 35,8 %.
Из 1646 домохозяйств, в 35 % живут дети младше 18 лет. 47,9 % домохозяйств представляли собой совместно проживающие супружеские пары (20,1 % с детьми младше 18 лет), в 12,5 % домохозяйств женщины проживали без мужей, в 5,3 % домохозяйств мужчины проживали без жён, 34,3 % домохозяйств не являлись семьями. В 30,8 % домохозяйств проживал только один человек, 17,4 % составляли одинокие пожилые люди (старше 65 лет). Средний размер домохозяйства составлял 2,56 человека. Средний размер семьи — 3,19 человека.
Население города по возрастному диапазону распределилось следующим образом: 29,9 % — жители младше 20 лет, 22,3 % находятся в возрасте от 20 до 39, 28,7 % — от 40 до 64, 19,2 % — 65 лет и старше. Средний возраст составляет 38,1 года.
Согласно данным опросов пяти лет с 2012 по 2016 годы, средний доход домохозяйства в Команче составляет 33 655 долларов США в год, средний доход семьи — 37 096 долларов. Доход на душу населения в городе составляет 15 699 
долларов. Около 21,1 % семей и 27,6 % населения находятся за чертой бедности. В том числе 46,3 % в возрасте до 18 лет и 8,8 % в возрасте 65 и старше.

## Местное управление
Управление городом осуществляется мэром и городским советом, состоящим из пяти человек, один из которых назначается заместителем мэра.

## Инфраструктура и транспорт
Основными автомагистралями, проходящими через Команче, являются:
- автомагистраль 67 США идёт с северо-востока от Стивенвилла, на юго-запад к Браунвуду.
- автомагистраль 377 США совпадает с US 67 на участке от Стивенвилла до Браунвуда.
- автомагистраль 16 штата Техас идёт с севера от Грейама на юг к Голдтуэйту.
- автомагистраль 36 штата Техас идёт с северо-запада от Абилина на юго-восток к Гамильтону.

В городе располагается аэропорт округа и города Команче. Аэропорт располагает одной взлётно-посадочной полосой длиной 1371 метр. Ближайшим аэропортом, выполняющим коммерческие рейсы, является региональный аэропорт в Абилине. Аэропорт находится примерно в 125 километрах к северо-западу от Команче.

## Образование
Город обслуживается независимым школьным округом Команче. Также в Команче находится чартерная школа Premier Accelerated Charter School для учеников возраста старшей школы.

## Экономика
Согласно финансовому отчёту города за 2016 финансовый год, Команче владел активами на $11,74 млн, долговые обязательства города составляли $4,22 млн. Доходы города в 2016 году составили $2,04 млн, а расходы — $2,56 млн.

## Отдых и развлечения
В Команче функционирует исторический музей округа Команче.
Рядом с городом находится парк на озере Инс, популярное туристическое место.